# Мартин Крпан

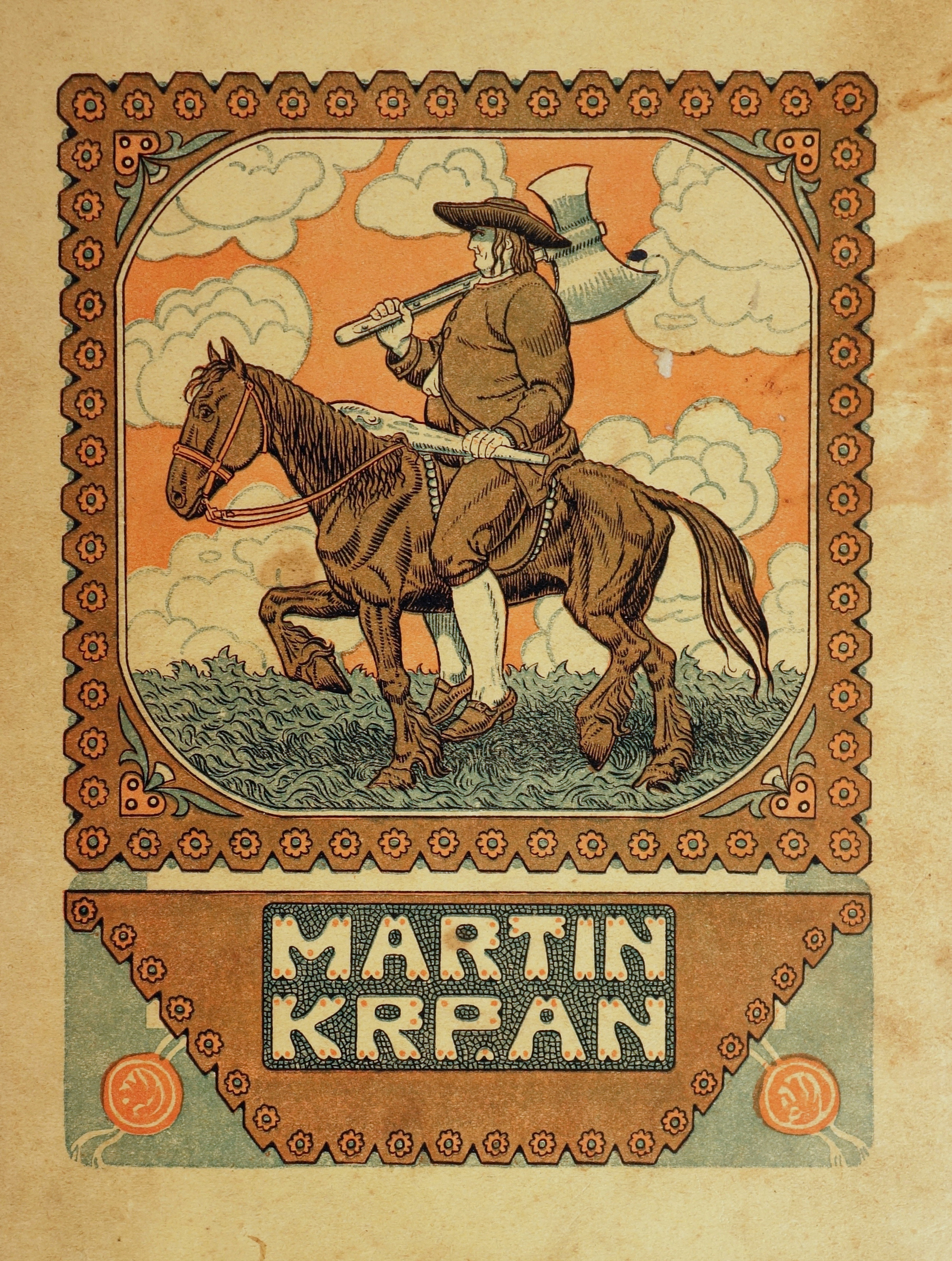
Мартин Крпан, илюстрация Хинко Смрекара на обложке книжного издания 1917 года

Мартин Крпан (словен. Martin Krpan) — вымышленный персонаж, созданный на устной традиции Внутренней Крайны словенским писателем XIX века Франом Левстиком в новелле «Мартин Крпан из Врха» (словен. Martin Krpan z Vrha). Опубликованная в 1858 году в литературном журнале «Slovenski glasnik», популярность повести привела к тому, что она стала частью словенского фольклора и сделала главного героя народным героем. 

## История
Словенский подданный империи Габсбургов и один из сильнейших людей в нем, Мартин Крпан родом из вымышленного села во Внутренней Крайне, на вершине холма возле Святой Троицы (Vrh pri Sveti Trojici). Контрабандист по профессии он зарабатывает на жизнь незаконной перевозкой английской соли (пороха). С помощью своей преданной коренной кобылы они несут прах с побережья Адриатического моря в словенские земли и другие места во Внутренней Австрии. В одном из своих путешествий Крпан встречает императорскую карету на заснеженной дороге и прокладывает для нее путь, поднимая свою нагруженную лошадь и отодвигая ее в сторону. Его чрезвычайную силу отмечает император Иоанн (Цезарь Янез). Несколько лет спустя император вызывает Крпана в Вену, чтобы как последняя надежда Империи сразился против Брдауса (словен. Brdavs), жестокого воина, разбившего лагерь за пределами имперской столицы и бросившего вызов всем желающим, и уже убившего большую часть рыцарей города, в том числе принца-наследника. Неохотно Крпан принимает вызов, шокируя суд своей грубостью, честностью и доморощенными манерами, прежде чем победить зверя на дуэли, используя как свою силу, так и свою изобретательность. В благодарность император дает ему специальное разрешение на легальную торговлю английской соли, а также мешочек с золотыми кусками, а также разрешение жениться на своей дочери.

## Иллюстрации
История Мартина Крпана, изложенная Левстиком в его эпическом рассказе, была впервые проиллюстрирована в 1917 году Хинко Смрекаром. Сегодня иллюстрации Смрекара в основном известны по изображениям на игральных картах Таро.
В 1954 году художник-экспрессионист Тоне Краль создал серию больших полностраничных цветных илюстраций к рассказу. Его книжка с картинками, переиздававшаяся тринадцать раз, теперь является самым узнаваемым изображением Мартина Крпана.
Крпан часто изображается со своей кобылой, что является отсылкой к культовой сцене из истории, в которой он перемещает лошадь, чтобы освободить место для императорской кареты.

## Переводы на разные языки
- английский Martin Krpan, 2014 ISBN 86-11-16762-7
  - Martin Krpan (книжка с картинками), 2017 ISBN 978-86-11-16762-6
- эсперанто: Martin Krpan z Vrha, 1954 COBISS 1305908
- хорватский: Martin Krpan, 1986 COBISS 6132537
- итальянский: Martin Krpan, 1983 COBISS 6129721
- венгерский: Martin Krpan, 1963 COBISS 1857764
- македонский: Martin Krpan, 1965  COBISS 1702771
- немецкий: Martín Krpán, 2004 ISBN 961-6512-26-9
- русский: Martin Krpan : slovenskaja narodnaja povest, 2011 ISBN 978-961-6803-21-2
- словацкий: Martin Krpan z Vrhcu, 1950 COBISS 3477363
- сербский: Martin Krpan, 1962 COBISS 13140025
- белорусский. Marcin Krpan, 1982 COBISS 29470976
- шведский: Martin Krpan från Vrh, 2004 ISBN 91-975443-0-2
- многоязычие: Martin Krpan, 2015 ISBN 978-961-281-480-9